# کشاورزی ایران در دوره قاجار (کتاب)
کشاورزی ایران در دوره قاجار (به انگلیسی: Agriculture in Qajar Iran) نام یک کتاب به زبان انگلیسی است. این کتاب اثر ویلم فلور، اهل هلند و متخصص در «رشته اقتصاد توسعه» و «جامعه‌شناسی غیرغربی» است. این کتاب چاپ واشینگتن، دی.سی. در ایالات متحده آمریکا می‌باشد. این کتاب توسط شهرام غلامی  در انتشارات علمی فرهنگی به چاپ رسیده است.

## محتوای کتاب
در این کتاب به روش‌های زراعت، آبیاری و کاشت بذرها، پرورش چهارپایان، جنگلداری و ماهیگیری در دوره قاجار پرداخته‌می‌شود و تولید محصولات کشاورزی ایران در این دوره، از برنج، جو و گندم و دیگر محصولات خوراکی تا تریاک و تنباکو به تفصیل شرح داده‌می‌شوند؛ و بالاخره زندگی روستائیان از خورد و خوراک تا لباس آنها شرح داده‌می‌شود.

## بخش‌های کتاب
- بخش نخست: تجاری شدن بخش کشاورزی

- فصل اول؛ آیا قاجاریه اقتصاد را رشد داده یا دچار رکود است؟
- فصل دوم؛ تغییرات ساختاری در بخش کشاورزی.
- بخش دوم:موقعیت سرزمینی

- فصل سوم؛ جغرافیا، خاک و آب و هوا.
- فصل چهارم؛ ارتباط شهر و روستا.
- بخش سوم:طبیعت جامعه و اقتصاد

- فصل پنجم؛ الگو و تغییرات در مالکیت زمین، که به انواع مالکیت زمین، سهم داشتن در محصول، اجاره ثابت، و اجاره کارگر می‌پردازد.
- فصل ششم؛ سازمان روستا و مقام‌های رسمی آن؛ کدخدا، پاکار، میرآب، مباشر.
- فصل هفتم؛ موقعیت دهقانان؛ تصرف زمین، رعیت؛ خوش‌نشین؛ کارگر روزمزد؛ اشراف دهکده؛ کولی‌ها؛ خانه‌بدوش؛ آزاد در جابجایی؛ برده؛ جنسیت؛ بدهی.
- فصل هشتم؛ جمعیت روستایی یکجانشین.
- بخش چهارم:شرایط زندگی

- فصل نهم؛ شرایط زندگی روستایی؛ مسکن، پوشاک، خوراک، فقر.
- بخش پنجم:شیوه‌های کشاورزی؛ فصل دهم؛ کود. - فصل یازدهم؛ منابع آب و کارکرد آن. - فصل دوازدهم؛ روش‌های زراعت؛ شخم‌زدن، چنگک کشیدن، بذرپاشی، کندن علف‌های هرز، خرمن. - فصل سیزدهم؛ فنون نگه‌داری محصول پس از برداشت، ذخیره‌کردن، آفات محصول، طاعون، محافظت محصول.
- بخش ششم:محصولات اصلی

- فصل چهاردهم؛ غلات؛ گندم، جو، و دیگر دانه‌ها، برنج.
- فصل پانزدهم؛ میوه‌ها و خشکبار.
- فصل شانزدهم؛ سبزیجات و حبوبات.
- فصل هفدهم؛ الیاف؛ ابریشم، پشم، کتان، کنف، بزرک.
- فصل هجدهم؛ گیاهان با مواد افزوده؛ تریاک، تنباکو، چای.
- فصل نوزدهم؛ سقز
- فصل بیستم؛ گیاهان رنگرزی
- فصل بیست و یکم؛ بذرهای روغنی
- فصل بیست و دوم؛ ادویه‌ها
- فصل بیست و سوم؛ گلاب.
- بخش هفتم: چهارپایان و علوفه

- فصل بیست و چهارم؛ چهارپایان؛ گاو، گاومیش، گوسفند، بز، اسب، قاطر، ماکیان.
- فصل بیست و پنجم؛ علوفه و گیاهان مراتع
- فصل بیست و ششم؛ محصولات لبنی.
- بخش هشتم؛ دیگر مشاغل

- فصل بیست و هفتم؛ سفالگری، حصیربافی، لوله سازی، کفاشی، ساخت الیاف، فرش بافی، رنگرزی و …
- بخش نهم:جنگلداری و شیلات؛ منابع و کارکرد

- فصل بیست و هشتم؛ شیلات
- فصل بیست و نهم؛ جنگلداری.
- جمع‌بندی، کتاب‌شناسی و فهرست.

## دسترسی به کتاب
در کتابخانه و مرکز اسناد بنیاد ایران شناسی، این کتاب به زبان انگلیسی در دسترس همگان می‌باشد.